# Bertram Ramsay
Bertram Home Ramsay KCB, KBE, MVO (20. ledna 1883 – 2. ledna 1945) byl britský admirál, významný svým přínosem na poli obojživelných operací během druhé světové války. Zejména proslul svým velením evakuace vojsk z Dunkerque v roce 1940 a velením spojeneckým námořním silám při vylodění v Normandii v červnu 1944.

## Osobní život
Narodil se v Londýně, do rodiny baronetů Ramsayů. Jeho rodiči byli brigádní generál William Alexander Ramsay a Susan Newcombe Minchenerová. Absolvoval Colchester Royal Grammar School a v roce 1898 vstoupil do Royal Navy, a na HMS Britannia do roka získal hodnost midshipman. Poté byl přeložen na HMS Crescent a 15. září 1902 mu byla potvrzena hodnost sub-lieutenant. 15. prosince 1904 byl povýšen do hodnosti lieutenant.
26. února 1929 uzavřel sňatek s Helen Margaret Menziesovou, dcerou plukovníka Charlese Thomsona Menziese. Měli dva syny, Davida Francise Ramsaye (nar. 1. října 1933) a Charlese Alexandera Ramsaye (nar. 12. října 1936); Charles absolvoval Královskou vojenskou akademii v Sandhurstu a posléze dosáhl postavení ředitele Teritoriální armády.

## První světová válka
Během první světové války získal v srpnu 1915 Ramsay své první samostatné velení, malý monitor M25. Po dva roky byla jeho loď součástí Doverské hlídky, operující mezi Doverem a pobřežím Belgie. Po povýšení do hodnosti commander 30. června 1916 byl v říjnu 1917 pověřen velením další lodi Doverské hlídky, torpédoborce HMS Broke.
9. května 1918 se jeho loď podílela na druhém nájezdu na Ostende, akci následující nájezdu na Zeebrugge, a při té příležitosti byl Ramsay citován v rozkazech.
V roce 1938 odešel do výslužby, ale o rok později byl Winstonem Churchillem přesvědčen aby se jako záložník vrátil do služby a pomohl čelit hrozbě Osy.

## Druhá světová válka
Po povýšení do hodnosti Vice-Admiral byl 24. srpna 1939 pověřen velením doverské oblasti operací. Jeho povinnosti zahrnovaly obranu proti možným nájezdům nepřátelských torpédoborců, ochranu vojenské přepravy přes Lamanšský průliv a zamezení využití Doverské úžiny pro plavbu ponorek Kriegsmarine.

### OperaceDynamo
Ve funkci „Vlajkový důstojník, Dover“ nesl odpovědnost za evakuaci vojsk z Dunkerku, nesoucí kódové označení operace Dynamo. Ze svého stanoviště v podzemních tunelech pod Doverským hradem se svým štábem po devět dní nepřetržitě pracoval na záchraně vojsk chycených ve Francii do pasti německými vojsky. Za svůj úspěch při záchraně 338 226 britských a spojeneckých vojáků z dunkerských pláží byl požádán aby podal osobní hlášení králi Jiřímu VI. a byl učiněn rytířem komandérem řádu Lázně.

### Obrana Doveru
Po skončení operace Dynamo začal čelit nesmírným problémům s obranou doverských vod před očekávanou německou invazí. Téměř po dva roky velel silám snažícím se udržet kontrolu této oblasti proti německým silám, za což si vysloužil další citaci v rozkazech.

### OperaceTorch
Ramsay měl být k 29. dubnu 1942 jmenován velitelem námořních sil pro připravovanou invazi na evropský kontinent, ale vzhledem k jejím odložení byl dočasně přeložen do funkce zástupce námořního velitele spojenecké invaze do severní Afriky.
Plánoval pak vyloďovací akce pod velením vrchního velitele spojeneckých námořních sil, admirála Andrewa Cunninghama.

### OperaceHusky
Během spojenecké invaze na Sicílii, operace „Husky“ v červenci 1943, byl námořním velitelem Východního operačního svazu a nesl odpovědnost za vylodění britských sil.

### OperaceNeptune

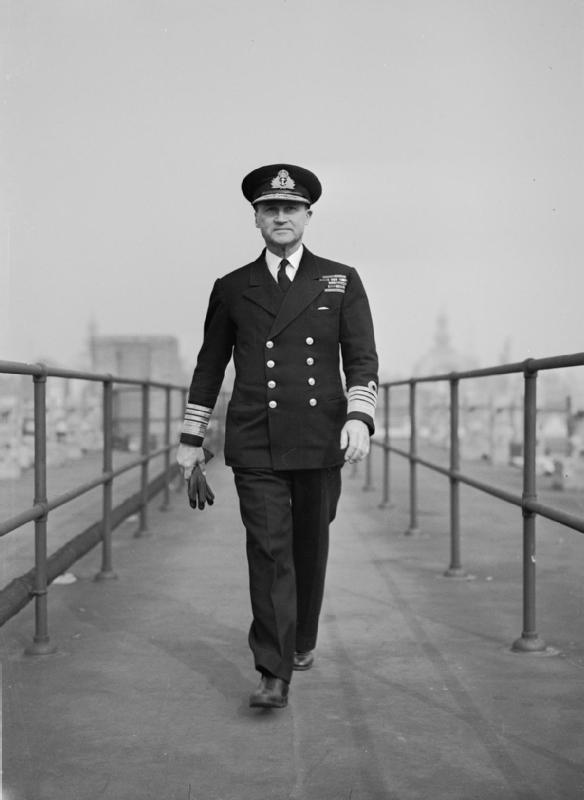
Ramsay v roce 1944.

V roce 1944 byl jmenován vrchním velitelem Spojeneckých námořních expedičních sil pro invazi do Normandie.
26. dubna 1944 byl oficiálně přeřazen mezi důstojníky v činné službě a následujícího dne povýšen do hodnosti Admiral.
Jako velitel spojeneckých námořních sil v operaci Overlord odvrátil hrozící konflikt mezi Winstonem Churchillem a britským panovníkem Jiřím VI., když Churchill informoval krále o svém záměru sledovat vylodění v Normandii z paluby HMS Belfast, jednoho z křižníků provádějících předinvazní ostřelování pobřeží. Král, sám zkušený námořník a veterán bitvy u Jutska za první světové války, oznámil, že bude svého premiéra doprovázet. Pokračovali pak v přátelském sporu o to, kdo z nich se bude invaze účastnit, až do setkání s admirálem Ramsayem, který bez dalšího odmítl převzít odpovědnost za bezpečnost kterékoliv z obou významných osobností. Odkázal přitom na nebezpečí, které by jim hrozilo, rizika plánovaných bojových úkolů HMS Belfast a fakt, že v případě nepříznivého vývoje situace při vyloďování a nutnosti přijmout okamžitá rozhodnutí bude obou třeba na domácích ostrovech. To situaci vyřešilo a ani král Jiří VI., ani Winston Churchill neopustili v den D britské břehy.
Ačkoliv muži bojující v den D na pobřeží Normandie plně zasluhují pozornost věnovanou jejich úsilí, úkol námořních sil byl také životně důležitý pro úspěch operace.

## Smrt
Zemřel při letecké nehodě 2. ledna 1945, když letoun Lockheed Hudson Mk.V 781. peruti Fleet Air Arm který jej dopravoval na poradu s maršálem Montgomerym do Bruselu havaroval při startu v Toussus-le-Noble jihozápadně od Paříže. Jeho ostatky byly pohřbeny na novém městském hřbitově v Saint-Germain-en-Laye. Na místě nehody v Toussus-le-Noble byl v květnu 1995 vztyčen pomník všem jejím obětem.

## Vyznamenání
- Citace v rozkazech - 1918, 1940
- rytíř komandér řádu Lázně (KCB) - 1940[12]
- rytíř komandér Řádu britského impéria (KBE)
- příslušník Královského řádu Viktoriina (MVO)
- velkodůstojník řádu Čestné legie[3]
- vrchní komandér Legion of Merit (USA)[p 3]
- nositel řádu Ušakova I. třídy (SSSR) - 1944[13]

## Odkaz

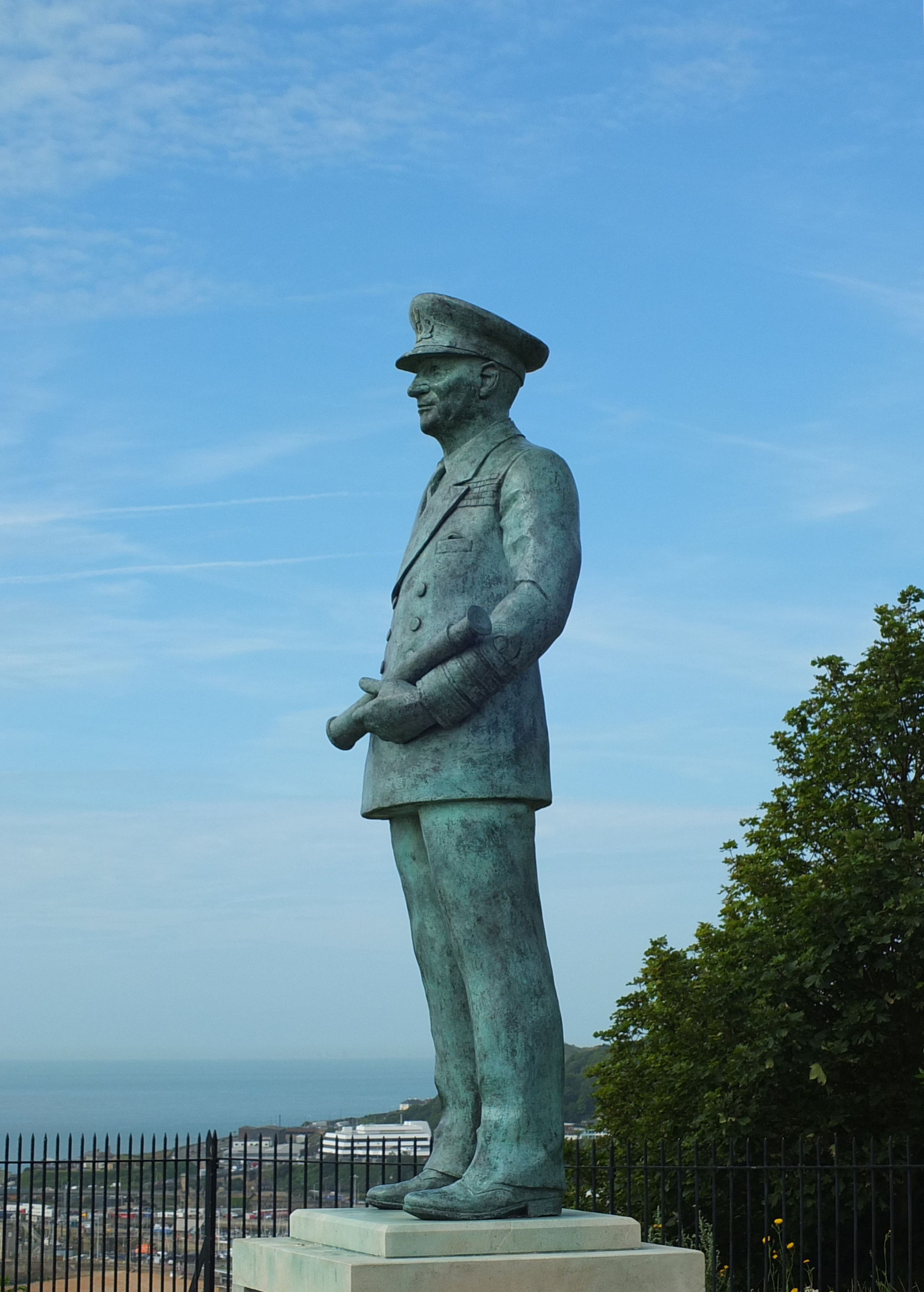
Ramsayova socha v Doverském hradě.

V listopadu 2000 byla v Doverském hradu vztyčena Ramsayova socha, nablízku míst, odkud řídil dunkerskou evakuaci. Jeho zapojení do ní a do vylodění v Normandii vedlo k jeho zobrazení jako jejich aktéra ve filmových a televizních zpracováních těchto událostí, například v Nejdelším dnu (1962, ztvárněn Johnem Robinsonem), Churchill and the Generals (1979, ztvárněn Noelem Johnsonem), Dunkirku (2004, ztvárněn Richardem Bremmerem) a Ike: Countdown to D-Day (2004, ztvárněn Kevinem J. Wilsonem). Jeho jméno bylo také nedávno přidáno na památník obětí válek v Colchester Royal Grammar School, společně s dalšími dosud opomenutými absolventy školy. Plánováno je i vystavení jeho portrétu v prostorách školy.
Odkaz admirála Ramsaye je připomínán i Royal Navy, jež po něm pojmenovala budovu školicího střediska na základně HMS Collingwood ve Farehamu, která byla slavnostně otevřená za účasti jeho syna v březnu 2012.